# Đại hội Thể thao châu Á 2030
Đại hội Thể thao châu Á 2030 (tiếng Anh: 2030 Asian Games, tiếng Ả Rập: دورة الألعاب الآسيوية 2030, đã Latinh hoá: Dawrat al-ʼAl'ab al-Asīawīah 2030), chính thức được gọi là Asiad XXI (tiếng Ả Rập: الـ21 من الآسياد, đã Latinh hoá: Al 21 mn-Alīsyad) và thường được gọi là Doha 2030, sẽ là lần thứ 21 của Đại hội Thể thao châu Á, một sự kiện thể thao đa môn liên châu Á, sẽ được tổ chức ở Doha, Qatar từ ngày 5 đến ngày 19 tháng 11 năm 2030.
Doha được bầu làm thành phố đăng cai tại Đại hội đồng OCA lần thứ 39 vào ngày 16 tháng 12 năm 2020 ở Muscat, Oman. Đại hội Thể thao này sẽ là Đại hội Thể thao châu Á thứ hai được tổ chức ở Qatar, đại hội thể thao thứ hai ở bán đảo Ả Rập, đại hội thể thao đầu tiên trong hai kỳ Đại hội Thể thao châu Á liên tiếp ở bán đảo Ả Rập, Đại hội thể thao tiếp theo sẽ là Đại hội Thể thao châu Á 2034 ở Riyadh, Ả Rập Xê Út. Doha sẽ là thành phố thứ 4 đăng cai Đại hội Thể thao châu Á hai lần, trước đó đã đăng cai Đại hội Thể thao châu Á 2006.

## Quá trình đấu thầu
OCA đã bỏ phiếu vào ngày 16 tháng 12 năm 2020 tại Đại hội đồng OCA lần thứ 39 ở Muscat, Oman để chọn thành phố chủ nhà. Vào ngày 15 tháng 12 năm 2020, Chủ tịch OCA Sheikh Ahmad Al-Fahad Al-Sabah tuyên bố rằng ông sẽ cố gắng tìm một giải pháp thành phố hai nước để tránh bỏ phiếu cho Đại hội Thể thao châu Á 2030, bằng cách thuyết phục một thành phố tổ chức sự kiện này vào năm 2030 và thành phố còn lại tổ chức cuộc thi vào năm 2034. Vào ngày 16 tháng 12 năm 2020, có thông báo rằng Doha sẽ tổ chức Đại hội Thể thao năm 2030 với số phiếu cao nhất và Riyadh sẽ tổ chức Đại hội Thể thao năm 2034. Ả Rập Xê Út đã yêu cầu OCA tạm dừng bỏ phiếu điện tử đối với chủ nhà của Đại hội Thể thao châu Á 2030 do "khả năng gian lận kỹ thuật".
| Thành phố     | NOC           | Vòng 1 | Kết quả                                          |
| Doha          | Qatar         | 27     | Doha đã trao nhận Đại hội Thể thao châu Á 2030   |
| Riyadh        | Ả Rập Xê Út   | 10     | Riyadh đã trao nhận Đại hội Thể thao châu Á 2034 |
| Không tham dự | Không tham dự | 8      |                                                  |

## Địa điểm

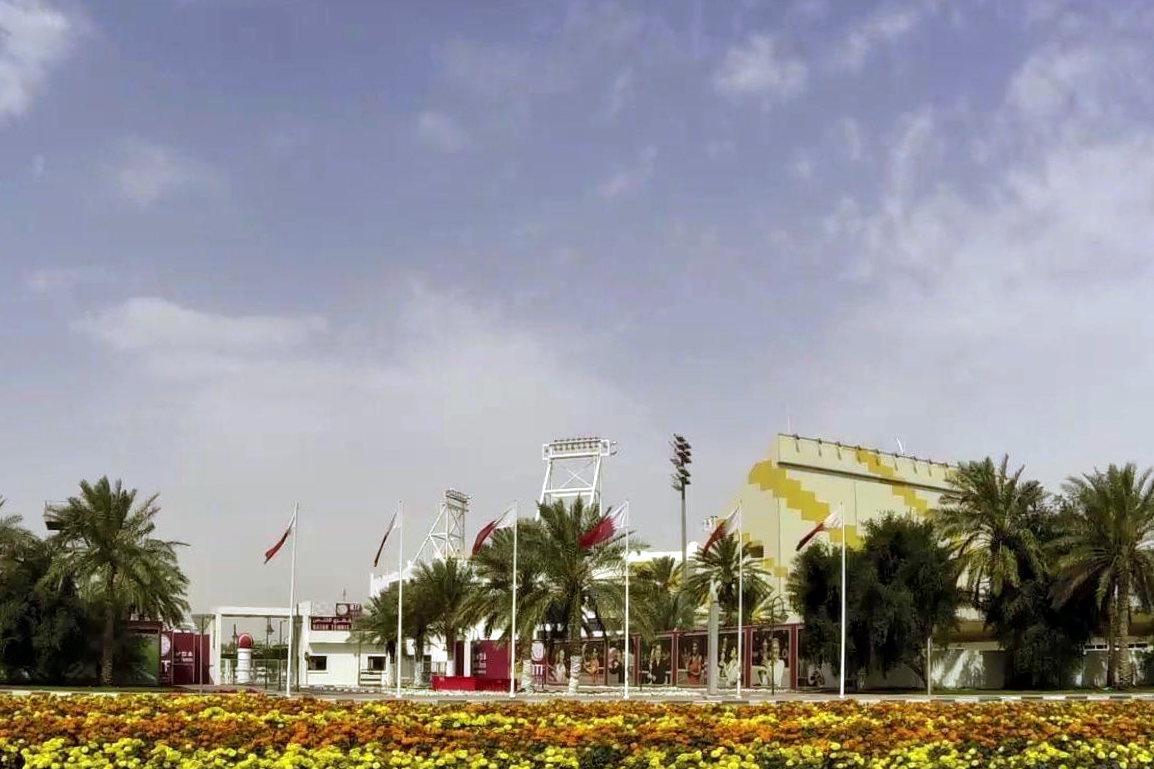
Khu liên hợp thể thao quốc tế bóng quần và quần vợt Khalifa

Sân vận động Qatar Foundation trong Khu liên hợp thể thao Qatar Foundation

Lusail Arena trong Khu liên hợp thể thao Lusail

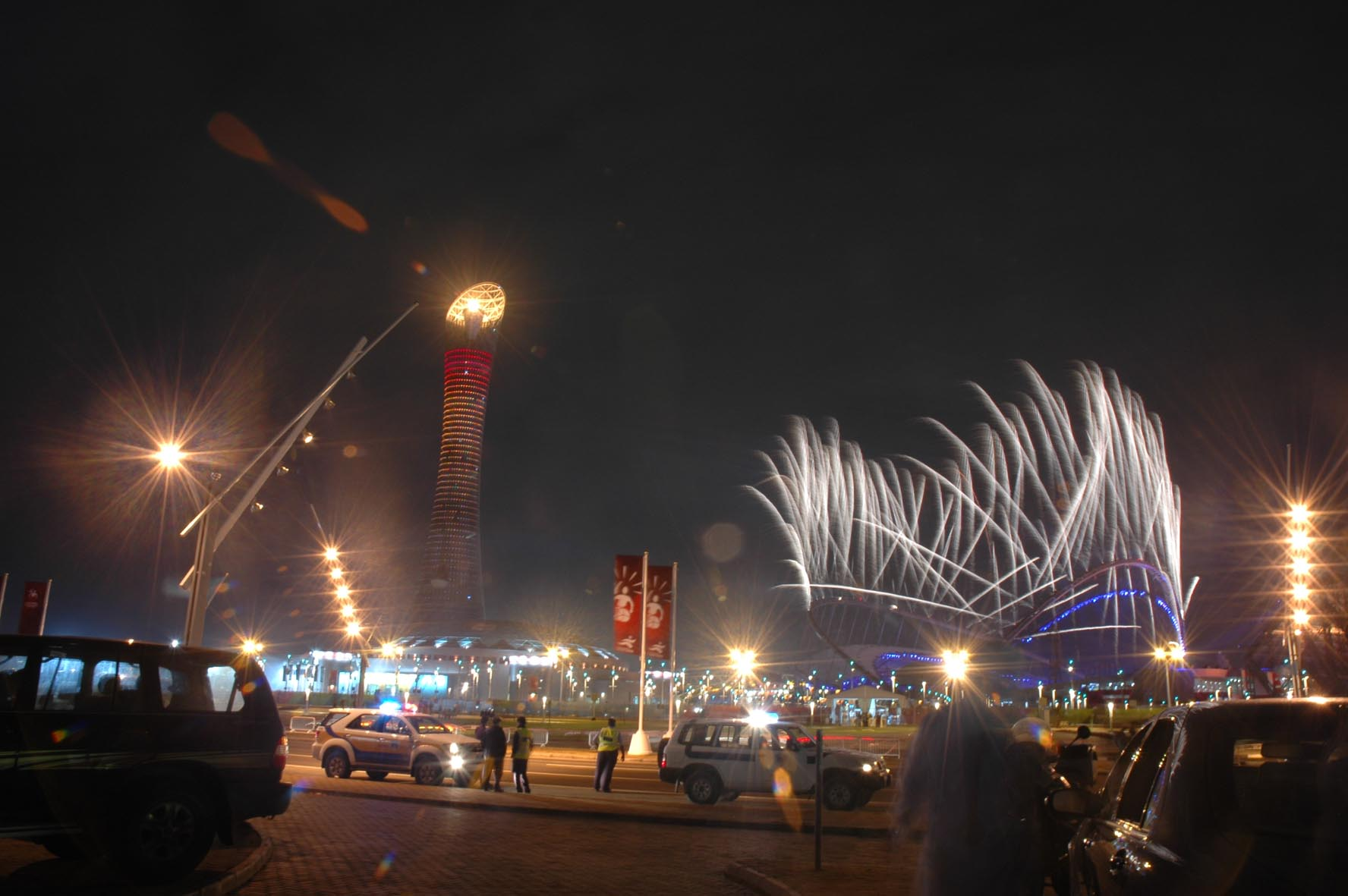
Sân vận động Quốc tế Khalifa trong Aspire Zone

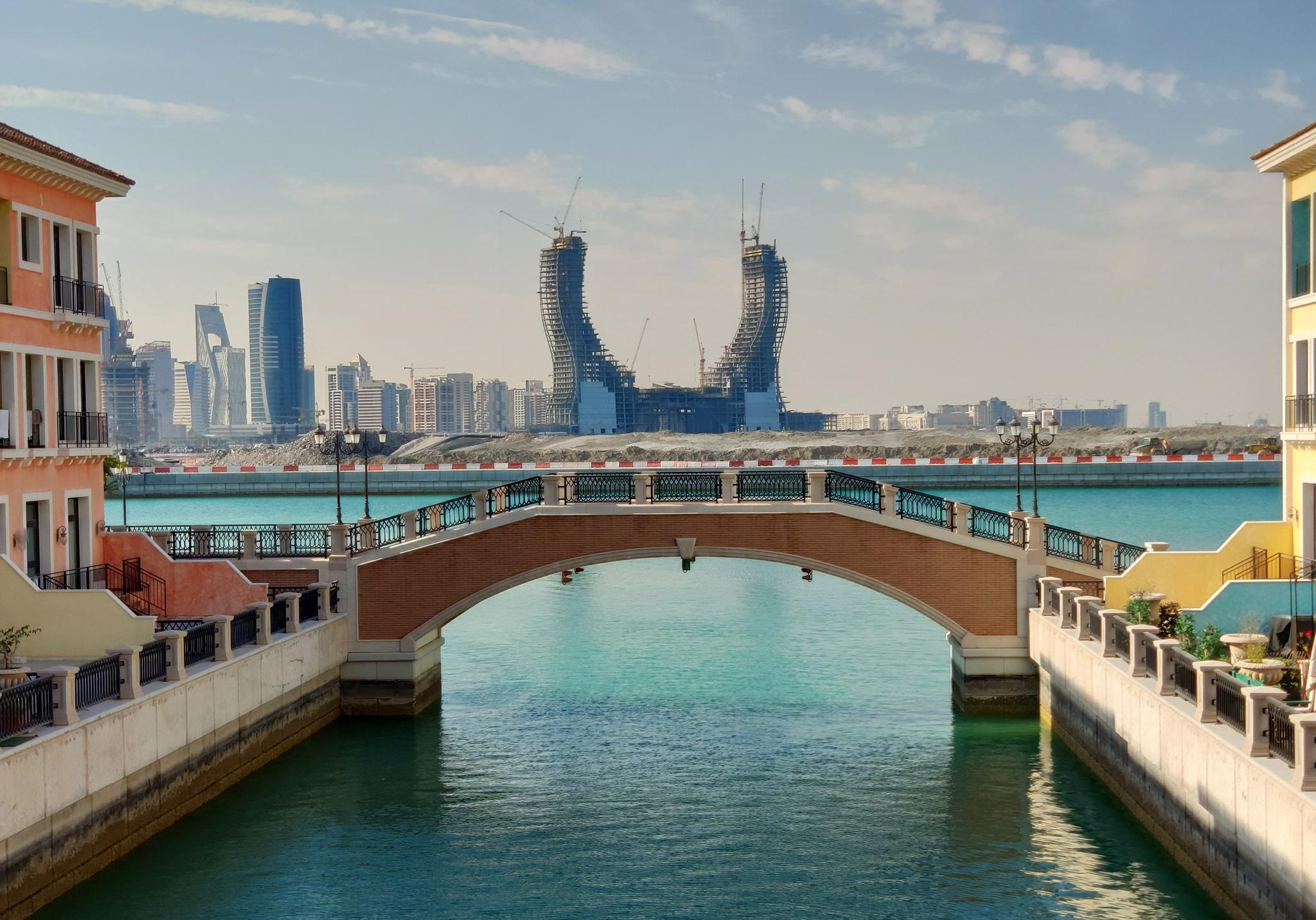
Lusail Marina Iconic

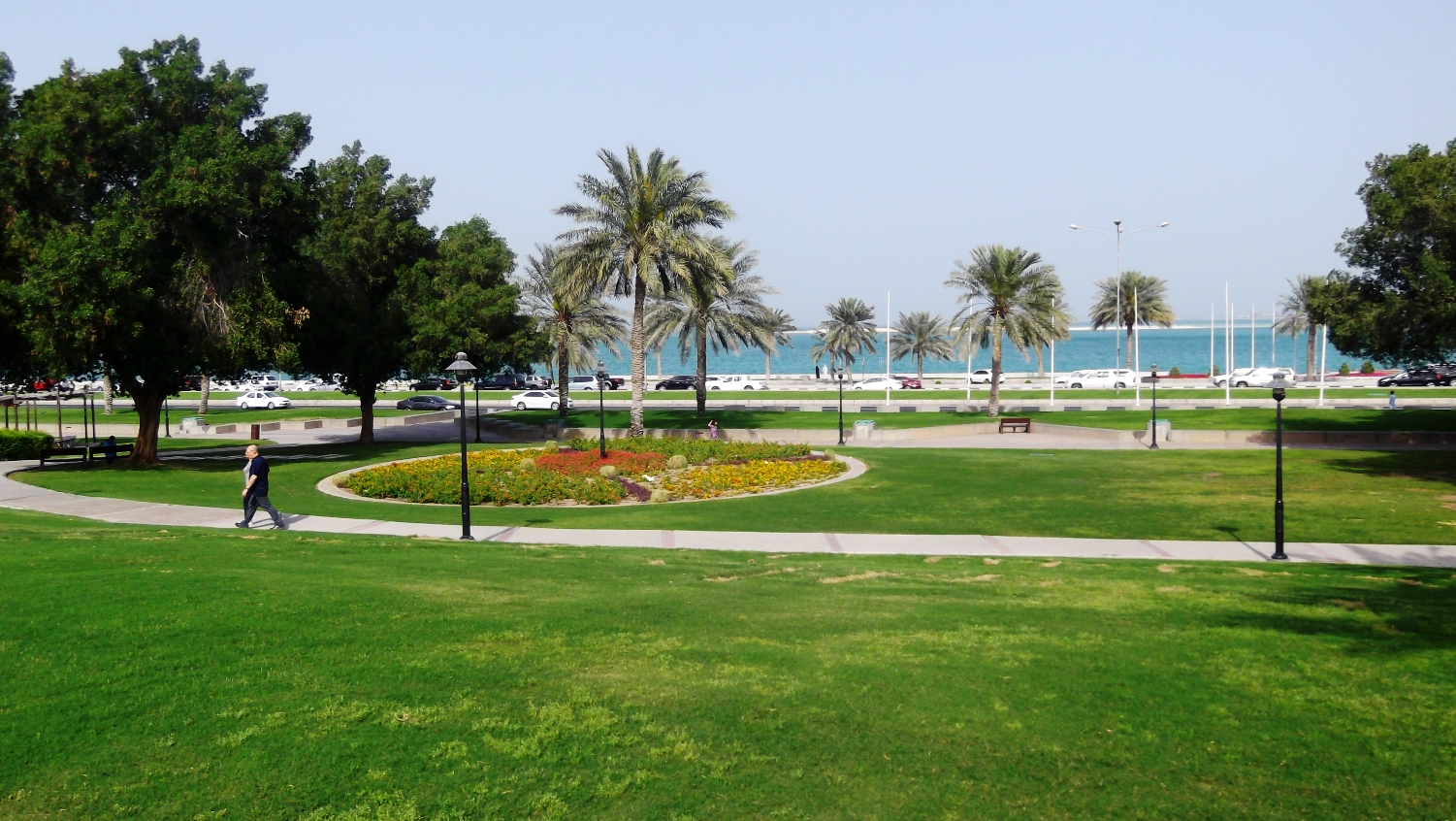
Công viên Al Bidda

### Khu liên hợp thể thao quốc tế bóng quần và quần vợt Khalifa
- Sân thi đấu bóng quần – bóng quần / 1.000 (sân chính) tồn tại
- Sân thi đấu quần vợt – soft tennis, quần vợt / 7.855 (sân chính) tồn tại
- Sân thi đấu Padel – padel / 1.500 (sân chính) tồn tại
- Hội trường trong nhà Al Dana – cử tạ / 1.000 tồn tại
- Phòng tiệc Al Dana – cờ vua / 500 (cuộc thi chính) tồn tại

### Khu liên hợp thể thao Qatar Foundation
- Sân vận động Qatar Foundation – bóng đá (vòng sơ loại và chung kết) / 20.000 tồn tại
- Sân gôn Qatar Foundation – golf / 1.000 tồn tại
- Trung tâm cưỡi ngựa Al Shaqab – đua ngựa, năm môn phối hợp hiện đại / 5.000 tồn tại
- Trung tâm giải trí Qatar Foundation – năm môn phối hợp hiện đại / 6.000 (in total) tồn tại
- Trung tâm hội nghị quốc gia Qatar – thể thao cue (billiards), thể thao điện tử / 1.000 tồn tại

### Khu liên hợp thể thao Al Rayyan
- Hội trường trong nhà – judo, kurash, đấu vật / 3.000 tồn tại
- Trung tâm bóng chày và bóng mềm – bóng chày, bóng mềm / 1.500 tạm thời
- Trung tâm khúc côn cầu – khúc côn cầu trên cỏ / 2.000 tạm thời
- Sân vận động Al Rayyan – bóng đá (vòng sơ loại) / 15.300 tồn tại

### Khu liên hợp thể thao Lusail
- Lusail Arena – bóng ném / 15.300 tồn tại
- Trường bắn súng – bắn súng / 1.600 tồn tại
- Trường bắn cung – bắn cung / 600 tồn tại

### Khu liên hợp thể thao Al Gharaffa
- Indoor Hall – cầu mây / 3.000 tồn tại
- Sân vận động Al Gharrafa – bóng bầu dục bảy người / 21.000 tồn tại
- Beach Handball Arenas – bóng ném bãi biển / 2.200 tồn tại
- Beach Volleyball Arenas – bóng chuyền bãi biển / 1.300 tồn tại

### Khu liên hợp thể thao Al Sadd
- Ali Bin Hamad Al Attiyah Arena
  - Bóng rổ / 7.000 tồn tại
  - Bóng rổ 3x3 / 3.000 tạm thời
- Hồ bơi Al Sadd – bóng nước / 1.000 tồn tại

### Vùng Aspire
- Aspire Dome
  - Xe đạp (lòng chảo) / 1.500 tạm thời
  - Thể dục dụng cụ / 4.900 tồn tại
  - Cầu lông, wushu / 600 tồn tại
  - Kabaddi, karate, taekwondo / 1.000 tồn tại
  - Quyền Anh / 600 tồn tại
- Trung tâm thể thao dưới nước Hamad – bơi nghệ thuật, nhảy cầu, bơi / 2.510 tồn tại
- Sân vận động Quốc tế Khalifa – điền kinh (lòng chảo và trên cỏ), lễ khai mạc và bế mạc / 45.000 tồn tại
- Công viên Skateboarding – trượt ván / 500 tồn tại
- Công viên leo núi thể thao – leo núi thể thao / 1.000 tồn tại
- Hội trường bóng rổ – bóng rổ, đấu kiếm / 2.000 tồn tại

### Khu vực ven biển Katara Lusail
- Lusail Marina – điền kinh (marathon, đi bộ đường dài), xe đạp (chạy đường theo tính giờ), bơi marathon, ba môn phối hợp / 500 tạm thời
- Canal – canoeing, chèo thuyền / 500 tạm thời
- Bến thuyền làng văn hóa Katara – thuyền buồm / N/A tạm thời

### Địa điểm độc lập
- Sân vận động Al Thumama – bóng đá (vòng sơ loại) / 20.000 tồn tại
- Sân vận động Doha Asian Town – cricket / 13.000 tồn tại
- Sân vận động Al Janoub – bóng đá (vòng sơ loại) / 20.000 tồn tại
- Sân vận động Al Bayt – bóng đá (vòng sơ loại) / 20.000 tồn tại
- Duhail Indoor Arena – bóng chuyền / 5.500 tồn tại
- Al Bidda Park – bóng chuyền / 350 tồn tại